# Boussoit
Boussoit is een dorp in de Belgische provincie Henegouwen, en een deelgemeente van de Waalse stad La Louvière. Tot 1 januari 1977 was het een zelfstandige gemeente.

## Bezienswaardigheden
- De Sint-Maria-Nagdalenakerk (Église Sainte-Marie-Madeleine) is een neoromaans kerkgebouw van 1872.
- De Sint-Julianuskapel (Chapelle Saint-Julien) werd eind 16e eeuw gebouwd. Tegenwoordig in gebruik als school.

## Natuur en landschap
Boussoit ligt aan de Hene. In het zuidwesten liggen enkele bossen namelijk het Bois du Rapois en het Bois du Plantis. De hoogte aan de kerk bedraagt 55 meter.

## Demografische ontwikkeling
- Bronnen:NIS, Opm:1831 tot en met 1970=volkstellingen, 1976= inwoneraantal op 31 december

## Nabijgelegen kernen
Havré, Ville-sur-Haine, Maurage